# Lalab
Un lalab ou lalap est une salade soundanaise végétarienne servie avec du sambal. S'il n'y a pas de règles concernant l'ajout de légumes, les plus courants sont le concombre, la tomate, le chou pommé, la laitue, du lemon basil (en), de la morelle noire, le petai ou du haricot kilomètre. Quant à l'ajout de légumes bouillis ou blanchis, on trouve les épinards, les feuilles de papayer, la chayote. Aujourd'hui populaire à travers toute l'Indonésie, il est souvent utilisé comme accompagnement du plat principal, que ce soit le ayam goreng, l'ayam bakar, le pepes (en), Pecel lele (en), du gourami frit, du ikan goreng et du ikan bakar.

## Histoire
L'histoire du lalab est obscure, en raison du manque de documents historiques. Dans le manuscrit sundanais du 15e siècle Sanghyang Siksa Kandang Karesian (en), il est fait mention des saveurs courantes des aliments de l'époque, à savoir lawana (salé), kaduka (piquant), tritka (amer), amba (aigre), kasaya (succulent) et madura (sucré).

## Galerie

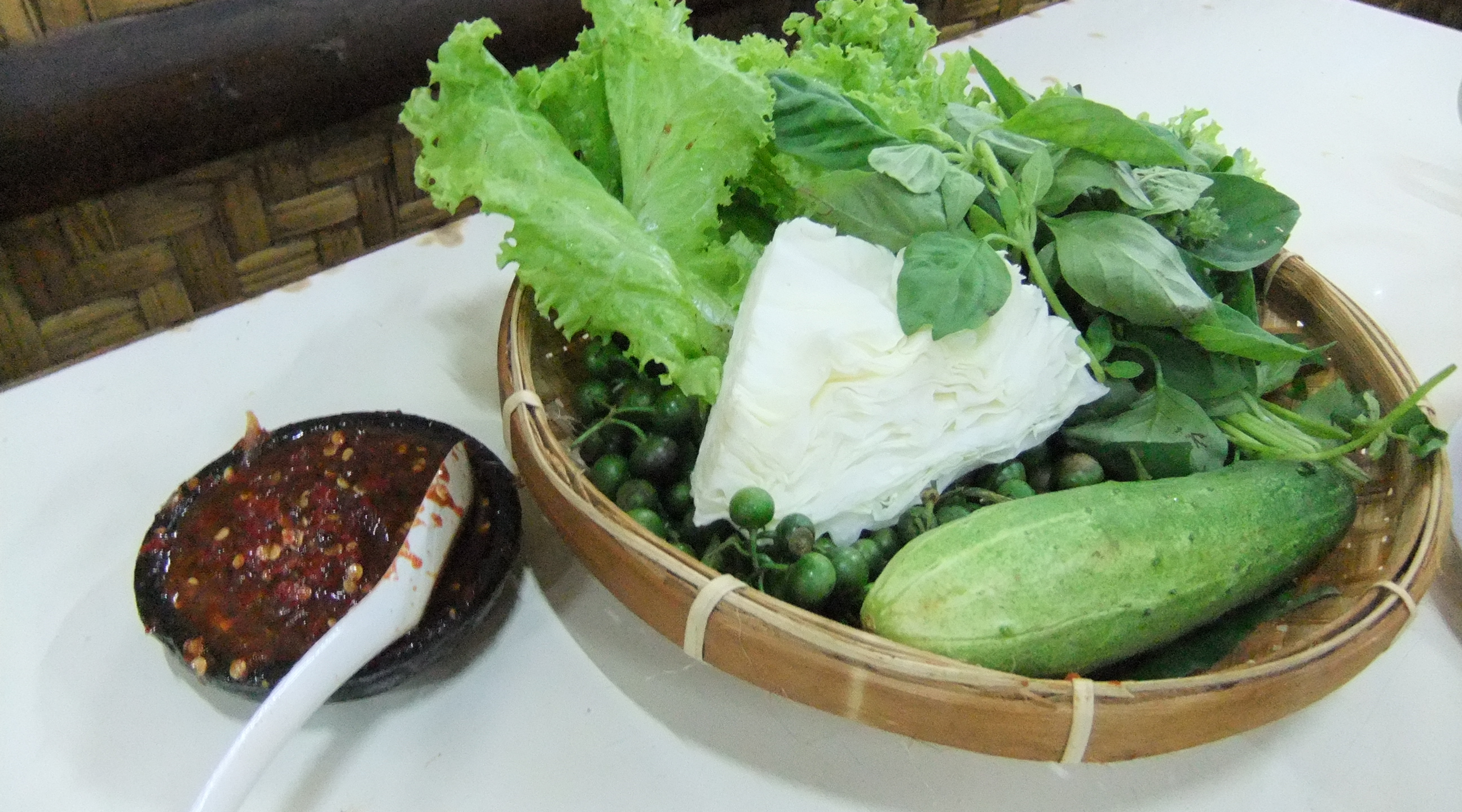
Lalap de Lembang
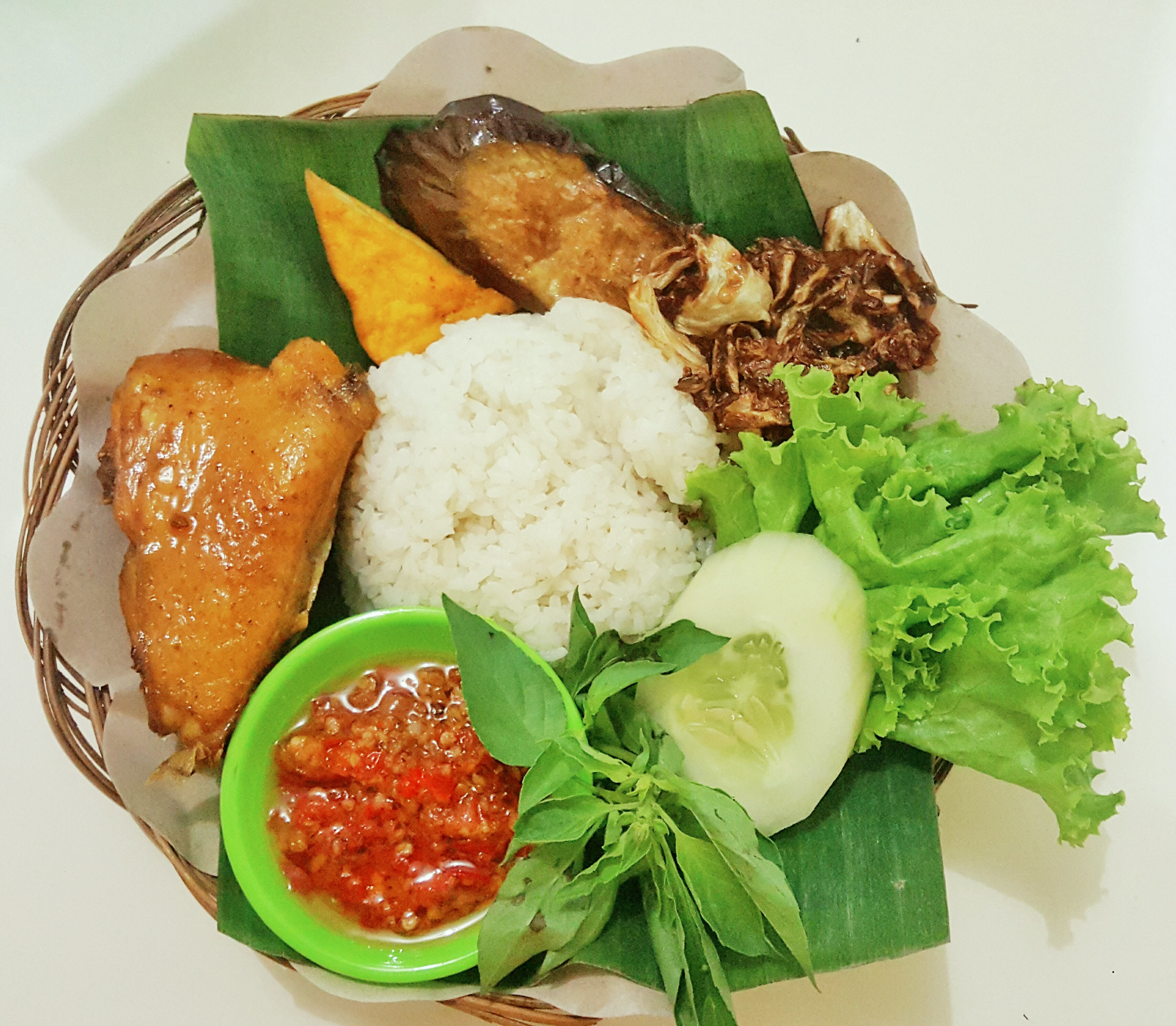
Lalap avec un ayam goreng
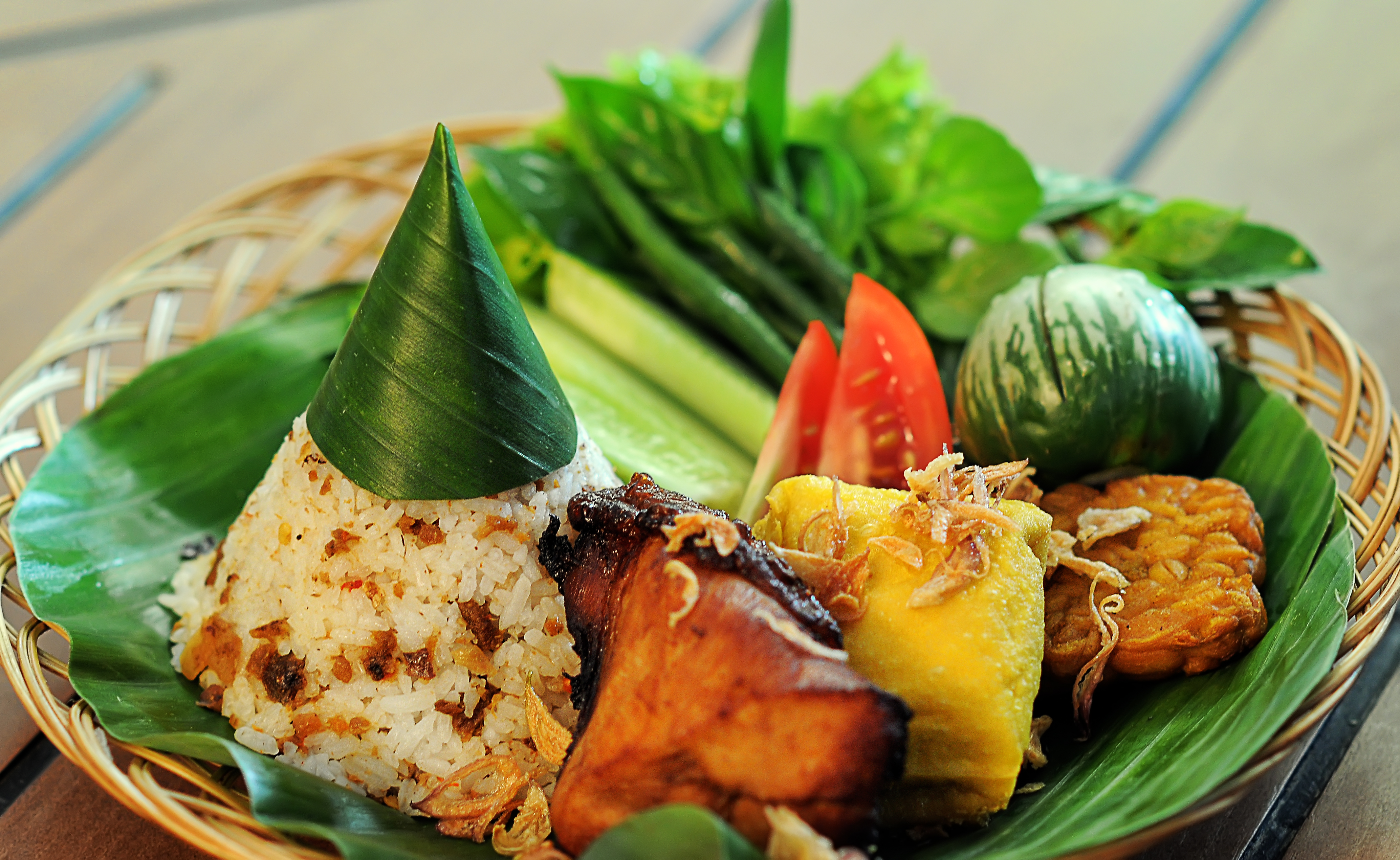
Lalap et ayam bakar